# Musik in Königsberg

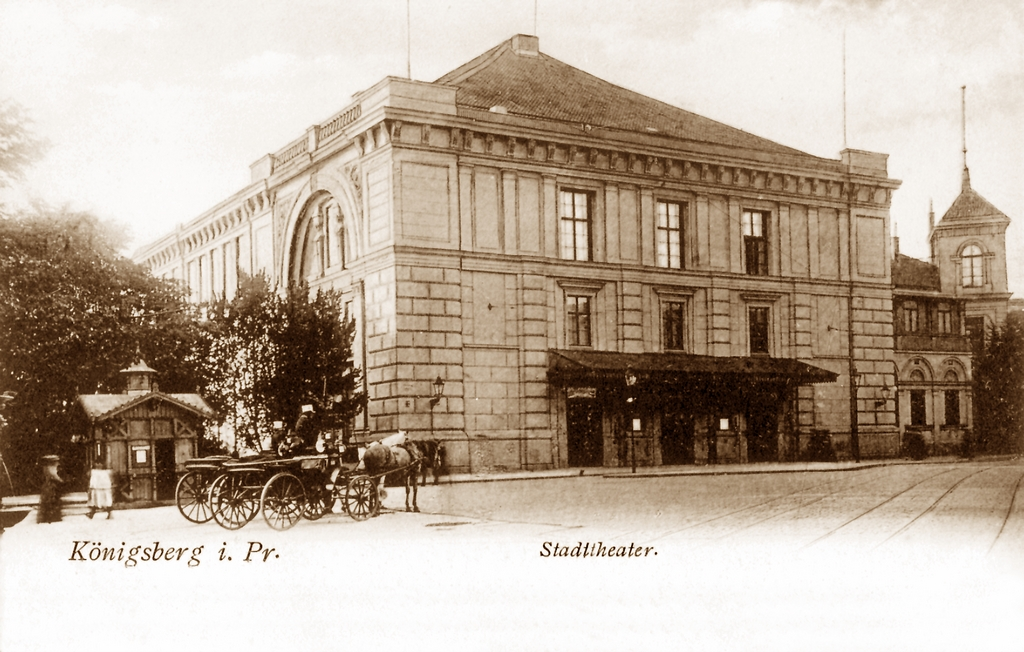
Stadttheater Königsberg

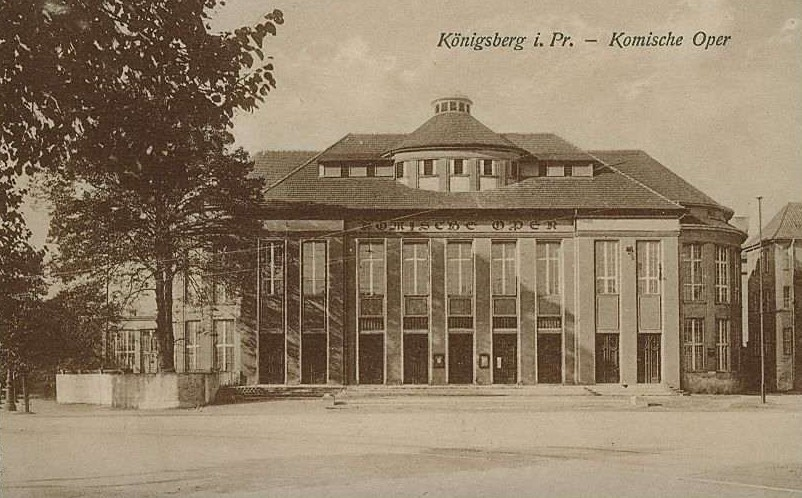
Komische Oper

Dieser Artikel behandelt die Musik in Königsberg im Herzogtum Preußen, Königreich Preußen und Freistaat Preußen vom 16. Jahrhundert bis 1945. „Eine umfassende Theatergeschichte der Stadt Königsberg liegt nicht vor, und heute wäre das Unterfangen, dem abzuhelfen, kaum noch zu realisieren“.

## Geschichte
In Königsberg i. Pr. wurde die Musik schon am Hof des Herzogs von Preußen gepflegt. Hofkapellmeister waren Johann Eccard und sein Schüler Johann Stobäus. In der ersten Hälfte des 16. Jahrhunderts wirkte Hans Kugelmann als Komponist und Hoftrompeter. 1659 erschien die Musikalische Kürbislaube von Heinrich Albert (siehe Kürbishütte). Georg Riedel, langjähriger Kantor der Altstadt, leitete 30 Jahre das Musikamt der Stadt. Über 300 Jahre spielten die Königsberger Stadtmusikanten.
Siehe auch: Schlossturm-Blasen in Königsberg

### Oper und Konzert
Wie überall wurde Hausmusik zunächst nur in den Häusern des Adels praktiziert. Öffentliche Aufführungen von Opern und Konzerten kamen im 19. Jahrhundert zustande. Caroline Unger und Franz Xaver Wolfgang Mozart gastierten am Pregel. Franz Liszt erhielt die Ehrendoktorwürde der Albertus-Universität. An der Königsberger Oper war Richard Wagner kurze Zeit Kapellmeister. Die deutsche Erstaufführung von Georges Bizets Carmen unter Max Staegemann (1879) brachte der Oper den weltweiten Durchbruch. Die von Max Brode initiierten Königsberger Symphoniekonzerte gewannen unter Wilhelm Sieben, Ernst Kunwald, Hermann Scherchen, Bruno Vondenhoff und Wilhelm Franz Reuss hohes Ansehen. Vor allem dank Gustav Dömpke wurde Königsberg zur „Brahmsstadt“.
Der Königsberger Musikverein engagierte sich mit Ernst Wendel und Paul Scheinpflug erfolgreich für die Neue Musik. Im 20. Jahrhundert waren Hans Knappertsbusch, Wilhelm Furtwängler und Karl Böhm Gastdirigenten in Ostpreußens Provinzialhauptstadt. Der Königsberger Komponist Otto Besch erklärte dazu: „Das Königsberger Konzertpublikum fühlte sich mehr und mehr wie eine Schicksalsgemeinschaft im Zeichen der Kunst. Es ging ein Fluidum von ihm aus, das auch die Künstler auf dem Podium nicht unberührt ließ.“
Mit der Komischen Oper hatte Königsberg von 1923 bis 1925 noch ein zweites Opernhaus. Geleitet wurde es von dem Mäzen Bruno Dumont du Voitel.

### Chöre

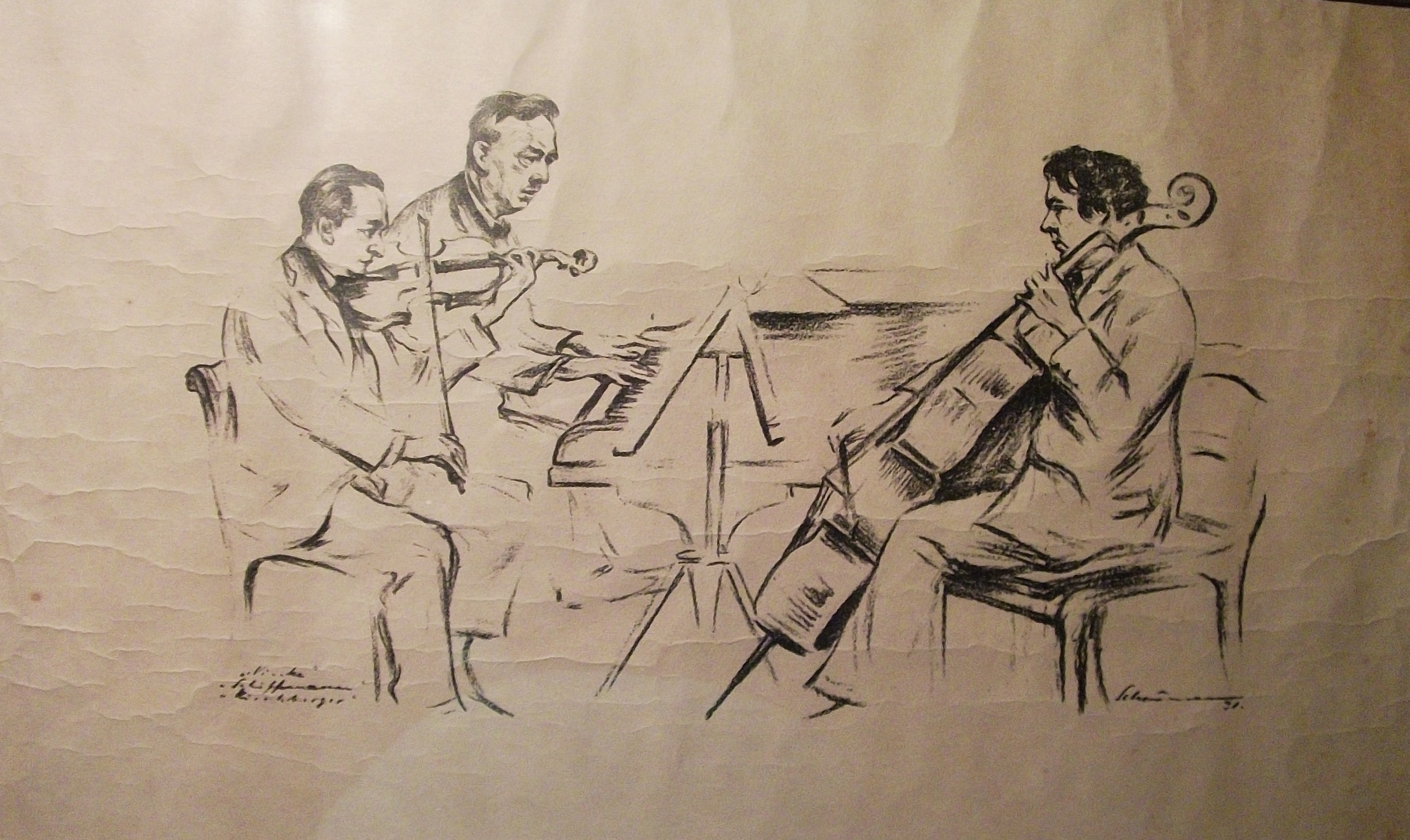
Ninke-Trio: Schiffmann, Ninke, Kirchberger (1931)

Eine große Rolle spielten die Chöre, der Bachverein unter Walter Eschenbach und Traugott Fedtke, der Schubertchor unter Heinz von Schumann und der Domchor unter Herbert Wilhelmi. Unter den vielen Männerchören ragten der Königsberger Sängerverein (Karl Ninke):102–103 und die Melodia hervor. Die Musikalische Akademie und die populäre Singakademie vereinigten sich unter Hugo Hartung. In der Musikerziehung wirkten die Professoren Hans Engel und Joseph Müller-Blattau am neuen Institut für Schul- und Kirchenmusik der Albertus-Universität und die Lehrkräfte des Konservatoriums Königsberg und des Fiebach-Konservatoriums.
Ninke leitete mehrere Chöre und wirkte in Königsberg von 1913 bis 1945, danach in Hamburg bis 1954.

### Rundfunk
Die Ostmarken Rundfunk AG und der Reichssender Königsberg waren große Förderer des Musiklebens in Ostpreußen. Hermann Scherchen, ein Förderer der modernen Musik, war die dominierende Persönlichkeit des Königsberger Musiklebens. Er leitete auch die Konzerte beim 60. Tonkünstlerfest des Allgemeinen deutschen Musikvereins in Königsberg.

## Ostpreußisches Musikfest
1835 und 1837 fanden zwei Ostpreußische Musikfeste statt, die von Carl Heinrich Saemann ausgerichtet und geleitet wurden. 1908, 1913 und 1924 wurden größere Musikfeste veranstaltet.

## Neuanfang
Als erstes deutsches Orchester gastierte 2010 das MDR-Orchester in Kaliningrad. Zu Ehren ihres Gründers Otto Nicolai konzertierten im selben Jahr die Wiener Philharmoniker im Königsberger Dom.

## Quellen

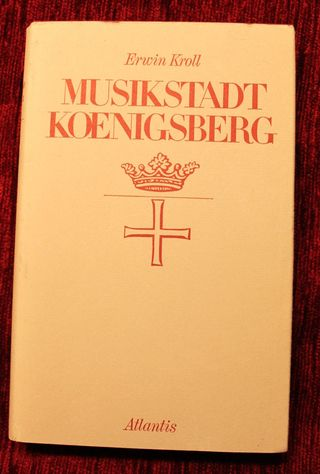
Erwin Kroll: Musikstadt Königsberg (1966)

## Literatur

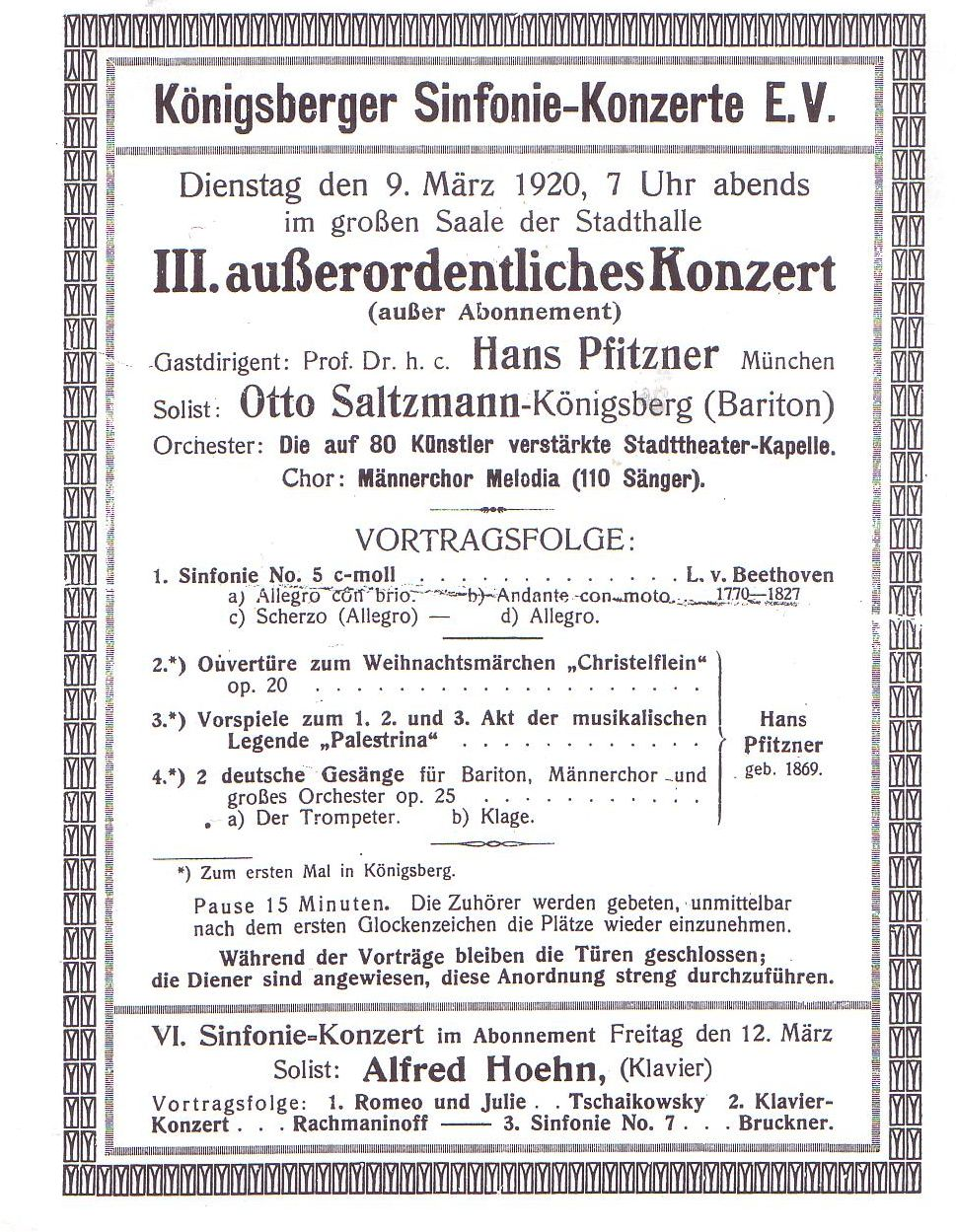
Programm eines Konzerts mit Hans Pfitzner (1920)

## Personen

### Dirigenten und Chorleiter

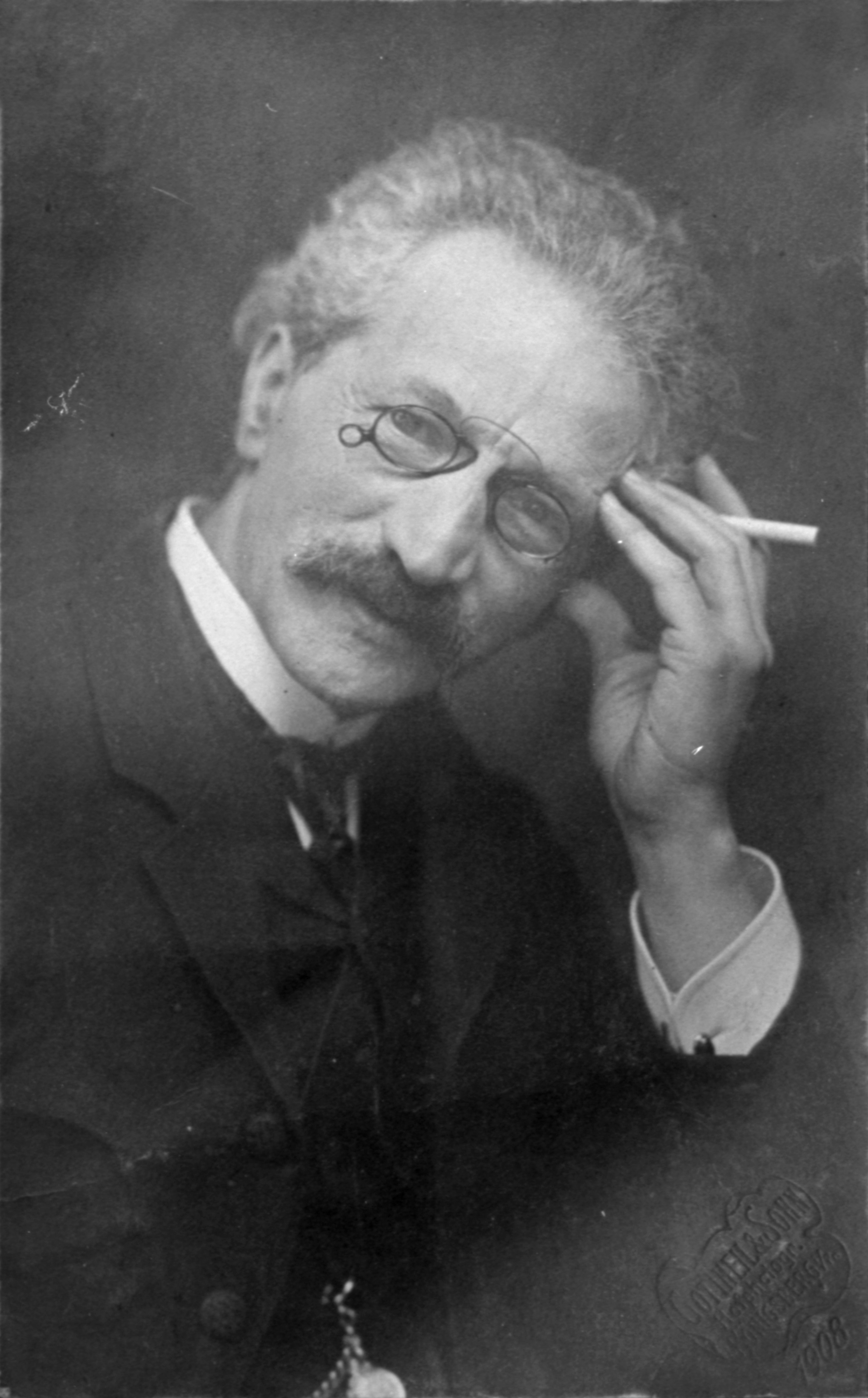
Max Brode

Gustav Sabac el Cher

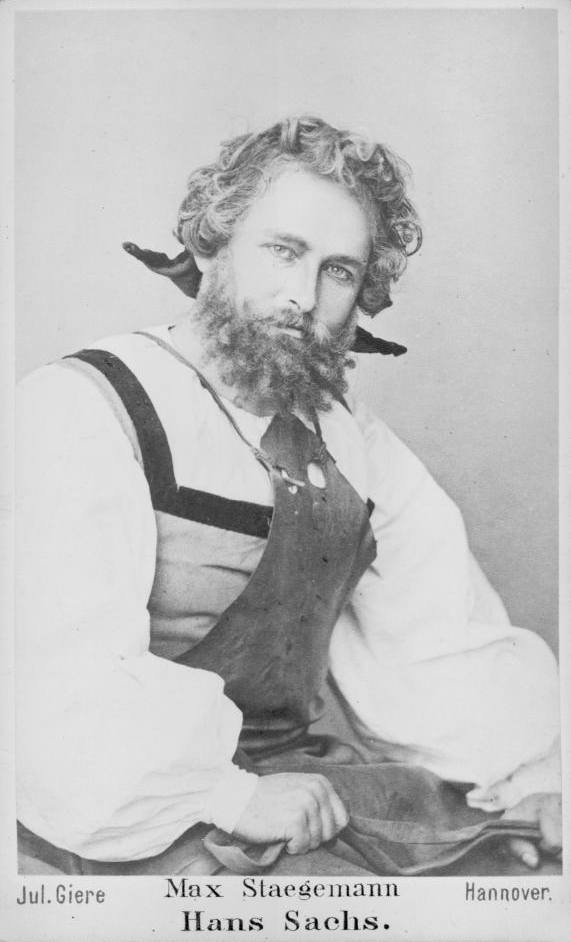
Max Staegemann

- Hermann Abendroth
- Leo Borchard
- Max Brode
- Heinrich Dorn
- Walter Eschenbach
- Otto Fiebach
- Hugo Hartung
- E.T.A. Hoffmann
- Adolf Jensen
- Albert Krantz
- Otto Nicolai
- Emil Paur
- Hermann Pätzold
- Johann Friedrich Reichardt
- Gustav Sabac el Cher
- Carl Heinrich Saemann
- Heinz von Schumann
- Felix Weingartner
- Herbert Wilhelmi

### Komponisten
- Johann Sebastiani
- Constanz Berneker
- Hermann Goetz
- Heinz Tiessen
- Werner Richard Heymann
- Otto Besch
- Herbert Brust
- Otto Nicolai
- Hermann Pätzold
- Ernst Maschke

### Instrumentalisten
- Louis Köhler
- Melanie Michaelis
- Margarethe Quidde
- Hans-Erich Riebensahm
- Margarete Schuchmann
- Rudolf Winkler

### Sänger
- Walter Kollo
- Max Staegemann

### Musikkritiker
- Gustav Dömpke
- Louis Köhler
- Erwin Kroll